# Courtisols
Courtisols is een gemeente in het Franse departement Marne (regio Grand Est). De plaats maakt deel uit van het arrondissement Châlons-en-Champagne. Courtisols telde op 1 januari 2022 2.345 inwoners.

## Geografie
De oppervlakte van Courtisols bedroeg op 1 januari 2022 65,62 vierkante kilometer; de bevolkingsdichtheid was toen 35,7 inwoners per km².

## Demografie
Onderstaande figuur toont het verloop van het inwonertal (bron: INSEE-tellingen).